# Emilian Piasecki
Emilian Piasecki (ur. 16 maja?/28 maja 1894 w Zasławiu w Imperium Rosyjskim, zm. wiosną 1940 w Charkowie) – major piechoty Wojska Polskiego, kawaler Orderu Virtuti Militari, ofiara zbrodni katyńskiej.

## Życiorys
Był synem Władysława i Doroty z Mierzejewskich. Ukończył szkołę miejską.
W czasie I wojny światowej służył w latach 1915–1918 w armii rosyjskiej.
Wstąpił do Wojska Polskiego w 1919 roku. W czasie wojny polsko-bolszewickiej służył w 31 pułku Strzelców Kaniowskich i w 4 Dywizji Strzelców Polskich, jako młodszy oficer. Brał udział w walkach na Ukrainie oraz froncie litewsko-białoruskim.

Po zakończeniu działań wojennych pozostał w wojsku i w 1922 roku został zweryfikowany do stopnia kapitana piechoty ze starszeństwem z dniem 1 czerwca 1919 roku. Służył dalej w 31 pułku piechoty w Łodzi. Z dniem 1 stycznia 1928 roku został awansowany na majora piechoty i przeniesiony do 56 pułku piechoty w Krotoszynie, gdzie służył na stanowisku oficera sztabowego pułku. W lipcu 1929 roku został przesunięty na stanowisko kwatermistrza, a w październiku 1932 roku przesunięty na stanowisko dowódcy batalionu. W 1934 roku został przeniesiony do Powiatowej Komendy Uzupełnień Bydgoszcz Miasto celem odbycia praktyki poborowej. W sierpniu następnego roku został zatwierdzony na stanowisku komendanta PKU Bydgoszcz Miasto. W 1938 roku dowodzona przez niego jednostka została przemianowana na Komendę Rejonu Uzupełnień Bydgoszcz Miasto, a zajmowane przez niego stanowisko otrzymało nazwę „komendant rejonu uzupełnień”.
Po agresji ZSRR na Polskę w 1939 roku w nieznanych okolicznościach dostał się do niewoli sowieckiej i był przetrzymywany w obozie w Starobielsku. Wiosną 1940 roku został zamordowany przez funkcjonariuszy NKWD w Charkowie i pogrzebany w bezimiennej mogile zbiorowej w Piatichatkach, gdzie od 17 czerwca 2000 roku mieści się oficjalnie Cmentarz Ofiar Totalitaryzmu w Charkowie. Figuruje na Liście Starobielskiej NKWD pod poz. 2719.
5 października 2007 roku minister obrony narodowej Aleksander Szczygło mianował go pośmiertnie na stopień podpułkownika. Awans został ogłoszony 9 listopada 2007 roku w Warszawie, w trakcie uroczystości „Katyń Pamiętamy – Uczcijmy Pamięć Bohaterów”.

## Ordery i odznaczenia
- Krzyż Srebrny Orderu Wojskowego Virtuti Militari[7] nr 1028 – 28 lutego 1921[15]
- Krzyż Walecznych[7]
- Medal Pamiątkowy za Wojnę 1918–1921[7]
- Medal Dziesięciolecia Odzyskanej Niepodległości[7]